# Metáfora orgánica
Noción que utiliza en sus estudios Herbert Spencer. Describe a la sociedad como un organismo vivo que tiene una estructura y sus partes no funcionan de manera independiente. Concibe la sociedad como una estructura en la que cada miembro ejerce una función distinta y cada parte es interdependiente. Cada elemento tiene una función que contribuye a la evolución social, al desarrollo.
Por lo tanto podemos ver que la evolución es un lo que hace que los valores evolucionen 
Comte recoge la idea del positivismo y la aplica al estudio de la sociedad, llegando a enunciar leyes universales que nos permiten ver el futuro de la sociedad, mediante la observación de ésta. La sociología, según Comte, puede enunciar leyes basándose en datos empíricos. 
Comte describe tres fases de la historia:
- Estado teológico

Fase infantil y primitiva de la humanidad porque la explicación de los fenómenos están fundamentada en fuerzas superpoderosas que deben explicación a toda la existencia. Pensamiento poco desarrollado para Comte. Visión euro-céntrica de la historia, desde Europa hacia dentro.
- Sociedades metafísicas

Fase adolescente. Sé sitúa en el Renacimiento cuando la reflexión se centra en lo humano, pero subordinado en gran medida a la existencia de Dios.
- Estado positivo

Época de Comte. Considera que es una fase de madurez porque los fenómenos ya no se explican por magia sino de manera científica. Los fenómenos observables se ven como causas particulares de leyes generales. Para Comte este es el estado ideal.
Para Comte los problemas morales de la sociedad se deben estudiar desde una perspectiva más científica que permita estudiar los fenómenos en términos de leyes que gobiernan la sociedad.
- Datos: Q6012132